# Xã Troy, Quận Iowa, Iowa
Xã Troy (tiếng Anh: Troy Township) là một xã thuộc quận Iowa, tiểu bang Iowa, Hoa Kỳ. Năm 2010, dân số của xã này là 3.437 người.